# 40230 Rožmberk
40230 Rožmberk è un asteroide della fascia principale. Scoperto nel 1998, presenta un'orbita caratterizzata da un semiasse maggiore pari a 3,1625446 UA e da un'eccentricità di 0,1912379, inclinata di 2,51549° rispetto all'eclittica. Il suo nome deriva dalla nobile famiglia boema Rožmberk che ha avuto un ruolo importante nella storia ceca medievale.